# Quand un fils nous est donné
Quand un fils nous est donné (Unto Us a Son Is Given, dans les éditions originales en anglais) est un roman policier américain de Donna Leon, publié en 2019. C'est le 28e roman de la série mettant en scène le personnage de Guido Brunetti.

## Éditions
Éditions originales en anglais
- (en) Donna Leon, Unto Us a Son Is Given, Londres, William Heinemann, 7 mars 2019, 272 p. (ISBN 978-1-78515-217-7) — Édition britannique
- (en) Donna Leon, Unto Us a Son Is Given, New York, Atlantic Monthly Press, 5 mars 2019, 320 p. (ISBN 978-0-8021-2911-6) — Édition américaine

Éditions françaises
- Donna Leon (auteur) et Gabriella Zimmermann (traducteur) (trad. de l'anglais), Quand un fils nous est donné [« Unto Us a Son Is Given »], Paris, Calmann-Lévy, 16 septembre 2020, 324 p. (ISBN 978-2-7021-6676-5, BNF 46632933)
- Donna Leon (auteur) et Gabriella Zimmermann (traducteur) (trad. de l'anglais), Quand un fils nous est donné [« Unto Us a Son Is Given »], Paris, Points, coll. « Points policier » (no P5420), 2 septembre 2021, 336 p. (ISBN 978-2-7578-7883-5, BNF 47133501)

## Adaptation télévisée
À la différence des 26 premiers romans de la série mettant en scène le commissaire Brunetti, Unto Us a Son Is Given n'a pas encore fait l'objet d'une adaptation télévisée, dans le cadre de la série Commissaire Brunetti, produite par le réseau ARD.